# ألكسندر بوبوف (لاعب هوكي الجليد)
ألكسندر بوبوف (الروسية: Попов, Александр Александрович) (و. 1980  م) هو لاعب هوكي الجليد، من روسيا، ولد في أنغارسك، شارك في الألعاب الأولمبية الشتوية 2014، يلعب كجناح ‏، ومهاجم ‏.

## روابط خارجية
- ألكسندر بوبوف على موقع دوري الهوكي للقارات (الإنجليزية)
- ألكسندر بوبوف على موقع EliteProspects.com (الإنجليزية)
- ألكسندر بوبوف على موقع Eurohockey.com (الإنجليزية)
- ألكسندر بوبوف على موقع HockeyDB.com (الإنجليزية)
- ألكسندر بوبوف على موقع أوليمبيديا (الإنجليزية)